# Kabinett Drees III

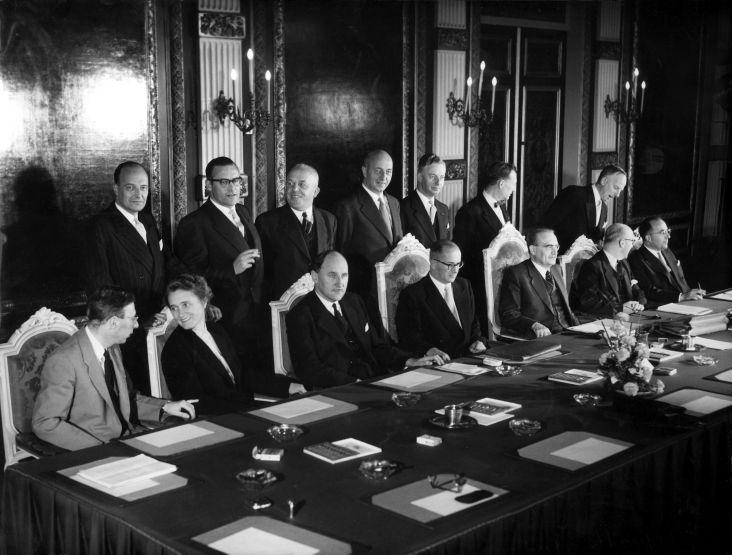
Das Kabinett bei seiner ersten Besprechung am 12. Oktober 1956

Das Dritte Kabinett Drees bildete vom 13. Oktober 1956 bis 22. Dezember 1958 die Regierung der Niederlande.
Es handelte sich um eine Koalition aus der sozialdemokratischen PvdA und den christdemokratischen Parteien KVP, ARP und CHU.

## Zusammensetzung

### Minister
| Geschäftsbereich/Amt                                                                                         | Minister                                          | Partei |
| --- | ------------------------------------------------- | ------ |
| allgemeine Angelegenheiten Ministerpräsident                                                                 | Willem Drees                                      | PvdA   |
| Äußeres | Joseph Luns                                       | KVP    |
| Justiz | Ivo Samkalden                                     | PvdA   |
| Inneres bis 26. Oktober 1956                                                                                 | Ko Suurhoff                                       | PvdA   |
| Inneres, Vermögensbildung und öffentlich-rechtliche Betriebsorganisation                                     | Ko Suurhoff 26. Oktober 1956 bis 29. Oktober 1956 | PvdA   |
| Inneres, Vermögensbildung und öffentlich-rechtliche Betriebsorganisation stellvertretender Ministerpräsident | Teun Struycken ab 29. Oktober 1956                | KVP    |
| Bildung, Kunst und Wissenschaft                                                                              | Jo Cals                                           | KVP    |
| Finanzen | Henk Hofstra                                      | PvdA   |
| Krieg Marine                                                                                                 | Kees Staf                                         | CHU    |
| Wohnungswesen und Baugewerbe                                                                                 | Herman Witte                                      | KVP    |
| Verkehr und Wasserwirtschaft                                                                                 | Jacob Algera bis 10. Oktober 1958                 | ARP    |
| Verkehr und Wasserwirtschaft                                                                                 | Herman Witte 10. Oktober bis 1. November 1958     | KVP    |
| Verkehr und Wasserwirtschaft                                                                                 | Jan van Aartsen ab 1. November 1958               | ARP    |
| Wirtschaft                                                                                                   | Jelle Zijlstra                                    | ARP    |
| Landwirtschaft, Fischerei und Lebensmittelversorgung                                                         | Sicco Mansholt bis 1. Januar 1958                 | PvdA   |
| Landwirtschaft, Fischerei und Lebensmittelversorgung                                                         | Kees Staf 1. bis 11. Januar 1958                  | CHU    |
| Landwirtschaft, Fischerei und Lebensmittelversorgung                                                         | Anne Vondeling ab 11. Januar 1958                 | PvdA   |
| Soziales und Gesundheit                                                                                      | Ko Suurhoff                                       | PvdA   |
| Sozialfürsorge                                                                                               | Marga Klompé                                      | KVP    |
| Überseeische Reichsteile bis 14. Februar 1957                                                                | Kees Staf                                         | CHU    |
| Überseeangelegenheiten ab 14. Februar 1957                                                                   | Gerardus Philippus Helders                        | CHU    |

### Staatssekretäre
| Geschäftsbereich                                                         | Staatssekretär                            | Partei |
| ------------------------------------------------------------------------ | ----------------------------------------- | ------ |
| Äußeres                                                                  | Ernst van der Beugel ab 8. Januar 1957    | PvdA   |
| Inneres, Vermögensbildung und öffentlich-rechtliche Betriebsorganisation | Norbert Schmelzer ab 12. November 1956    | KVP    |
| Bildung, Kunst und Wissenschaft                                          | Anna de Waal ab 16. März 1957             | KVP    |
| Bildung, Kunst und Wissenschaft                                          | René Höppener ab 29. Oktober 1956         | KVP    |
| Krieg                                                                    | Ferdinand Jan Kranenburg bis 1. Juni 1958 | PvdA   |
| Krieg                                                                    | Meine van Veen ab 17. Oktober 1958        | PvdA   |
| Marine                                                                   | Harry Moorman                             | KVP    |
| Wirtschaft                                                               | Gerard Veldkamp                           | KVP    |
| Soziales und Gesundheit                                                  | Aat van Rhijn                             | PvdA   |